# Кахалуу
Кахалуу (гав. Kahaluʻu) — статистически обособленная местность, расположенная на острове Оаху в округе Гонолулу (штат Гавайи, США).
Почтовый индекс США для Кахалуу 96744.

## География
Согласно Бюро переписи населения США статистически обособленная местность Кахалуу имеет общую площадь 5,9 квадратных километров, из которых 3,2 км2 относится к суше и 2,7 км2 или 46,49 % — к водным ресурсам. На юге поселение непосредственно примыкает к Ахуиману, на севере — к Ваиахоле.

## Демография
По данным переписи населения за 2000 год в Кахалуу проживало 2935 человек, насчитывалось 927 домашних хозяйств, 716 семей и 980 жилых домов. Средняя плотность населения составляла около 930,8 человек на один квадратный километр.
Расовый состав Кахалуу по данным переписи распределился следующим образом: 26,85 % белых, 0,37 % — чёрных или афроамериканцев, 0,07 % — коренных американцев, 22,18 % — азиатов, 17,51 % — коренных жителей тихоокеанских островов, 32,03 % — представителей смешанных рас, 0,99 % — других народностей. Испаноговорящие составили 6,81 % населения.
Из 927 домашних хозяйств в 31,8 % — воспитывали детей в возрасте до 18 лет, 54,7 % представляли собой совместно проживающие супружеские пары, в 15,7 % семей женщины проживали без мужей, 22,7 % не имели семьи. 13,5 % от общего числа семей на момент переписи жили самостоятельно, при этом 3,7 % составили одинокие пожилые люди в возрасте 65 лет и старше. В среднем домашнее хозяйство ведут 3,17 человек, а средний размер семьи — 3,5 человек.
Население Кахалуу по возрастному диапазону (данные переписи 2000 года) распределилось следующим образом: 25,3 % — жители младше 18 лет, 8,2 % — между 18 и 24 годами, 27,5 % — от 25 до 44 лет, 27,8 % — от 45 до 64 лет и 11,1 % — в возрасте 65 лет и старше. Средний возраст жителей составил 38 лет. На каждые 100 женщин приходилось 102 мужчины, при этом на каждые сто женщин 18 лет и старше приходилось 96,9 мужчин также старше 18 лет.
Средний доход на одно домашнее хозяйство Кахалуу составил 61 098 долларов США, а средний доход на одну семью — 61 184 доллара. При этом мужчины имели средний доход в 41 310 долларов в год против 28 194 долларов среднегодового дохода у женщин. Доход на душу населения составил 25 913 долларов в год. 7,4 % от всего числа семей в местности и 7,4 % от всей численности населения находилось на момент переписи за чертой бедности, при этом 6,7 % из них были моложе 18 лет и 3 % в возрасте 65 лет и старше.